# Lepadella rottenburgi
Lepadella rottenburgi is een raderdiertjessoort uit de familie Lepadellidae. De wetenschappelijke naam van deze soort is voor het eerst geldig gepubliceerd in 1912 door Lucks.